# Museo Nacional del Ferrocarril de York
El Museo Nacional del Ferrocarril (nombre original en inglés: National Railway Museum, abreviado con el acrónimo NRM), está situado en la ciudad de York (Reino Unido), y forma parte del Science Museum Group. Está dedicado a mostrar la historia del transporte ferroviario en Gran Bretaña y su impacto en la sociedad. Alberga una colección nacional de vehículos ferroviarios de importancia histórica (con ejemplos tan destacables como locomotoras Mallard y Stirling Single; la máquina Duchess of Hamilton; y un tren bala japonés). Además, posee una colección diversa de otros objetos, desde un libro de recetas doméstico utilizado en la casa de George Stephenson, hasta una película que muestra el ferrocarril sin paradas desarrollado para una Exhibición del Imperio Británico. A lo largo de su trayectoria ha recibido numerosos reconocimientos, incluido el Premio al Museo Europeo del Año en 2001.
En el año 2019 el museo estaba a punto de embarcarse en una importante reconfiguración de sus instalaciones. Como parte de la remodelación del York Central que incluye el desvío de Leeman Road, el Museo Nacional del Ferrocarril construirá un nuevo edificio de entrada para conectar sus dos partes separadas. Al mismo tiempo, se ajardinará el entorno del museo para habilitar nuevos espacios públicos.
En 2020, el estudio de arquitectura Feilden Fowles ganó un concurso internacional para diseñar el nuevo edificio central del museo, valorado en 16,5 millones de libras esterlinas, un elemento clave del plan maestro Vision 2025 de la institución.

## Resumen
El Museo Nacional del Ferrocarril tiene más de 6000 objetos en exhibición de los cuales alrededor de 100 son locomotoras o material rodante que permiten visualizar la historia de la innovación ferroviaria de Gran Bretaña. La colección también incluye modelos de aviones, barcos y aerodeslizadores, y tecnologías experimentales como el vagón monorraíl giroscópico de Louis Brennan.
Es el museo más grande de su tipo en Gran Bretaña y atrajo a 782.000 visitantes durante el año fiscal de 2018/19 (el más grande del mundo en términos de superficie de edificios de exhibición es la Cité du train en la ciudad francesa de Mulhouse, aunque atrae a muchos menos visitantes que el museo de York).
El museo se estableció en su emplazamiento actual, las antiguas cocheras del norte de York, en 1975, cuando se hizo cargo de la antigua colección de British Railways ubicada en Clapham y del antiguo Museo del Ferrocarril de York ubicado en Queen Street, inmediatamente al sureste de la estación de tren. Desde entonces, la colección ha seguido creciendo de forma ininterrumpida.
Se puede acceder al museo a pie desde la Estación de York. Un "tren de carretera" circula desde el centro de la ciudad (cerca de la Catedral de York) hasta el museo situado en Leeman Road durante la mitad del trimestre, las vacaciones y el verano. El York Park and Ride también dan servicio al museo desde la entrada del aparcamiento, mediante la Línea 2 (Rawcliffe Bar-York). La entrada al museo es gratuita desde 2001. Está abierto todos los días de 10 a 17 durante el feriado de medio trimestre de febrero, luego de miércoles a domingo solo de 10 a 17. Desde el 3 de enero de 2023, el Station Hall está cerrado por renovación del techo, trabajos de reparación y redecoración, y algunas de las exhibiciones que se muestran allí están cerradas. Su reapertura estaba prevista para finales de 2024.
El Locomotion (anexo del Museo Nacional del Ferrocarril situado en Shildon, en el Condado de Durham) se inauguró en octubre de 2004 y es operado por el NRM junto con el Consejo del Condado de Durham. Alberga parte de la Colección Nacional en un edificio nuevo y en un lugar histórico localizado alrededor del antiguo taller de Timothy Hackworth. En el año completo más reciente del que se habían publicado cifras (2011-2012), había recibido más de 210.000 visitantes.
|  |  |  |

|  |  |  |

## Colección Nacional

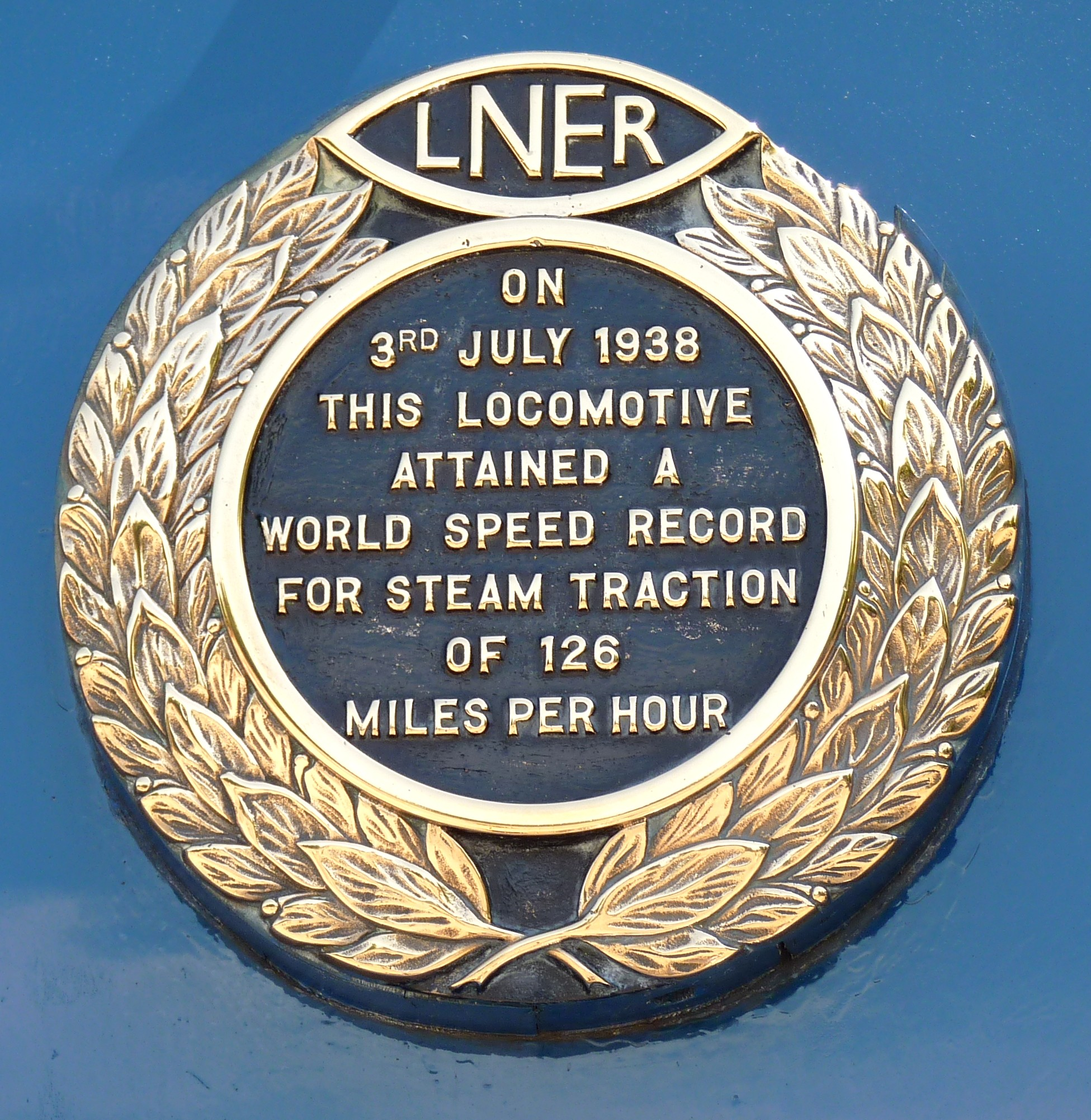
Placa conmemorativa de un récord de velocidad de una locomotora Mallard

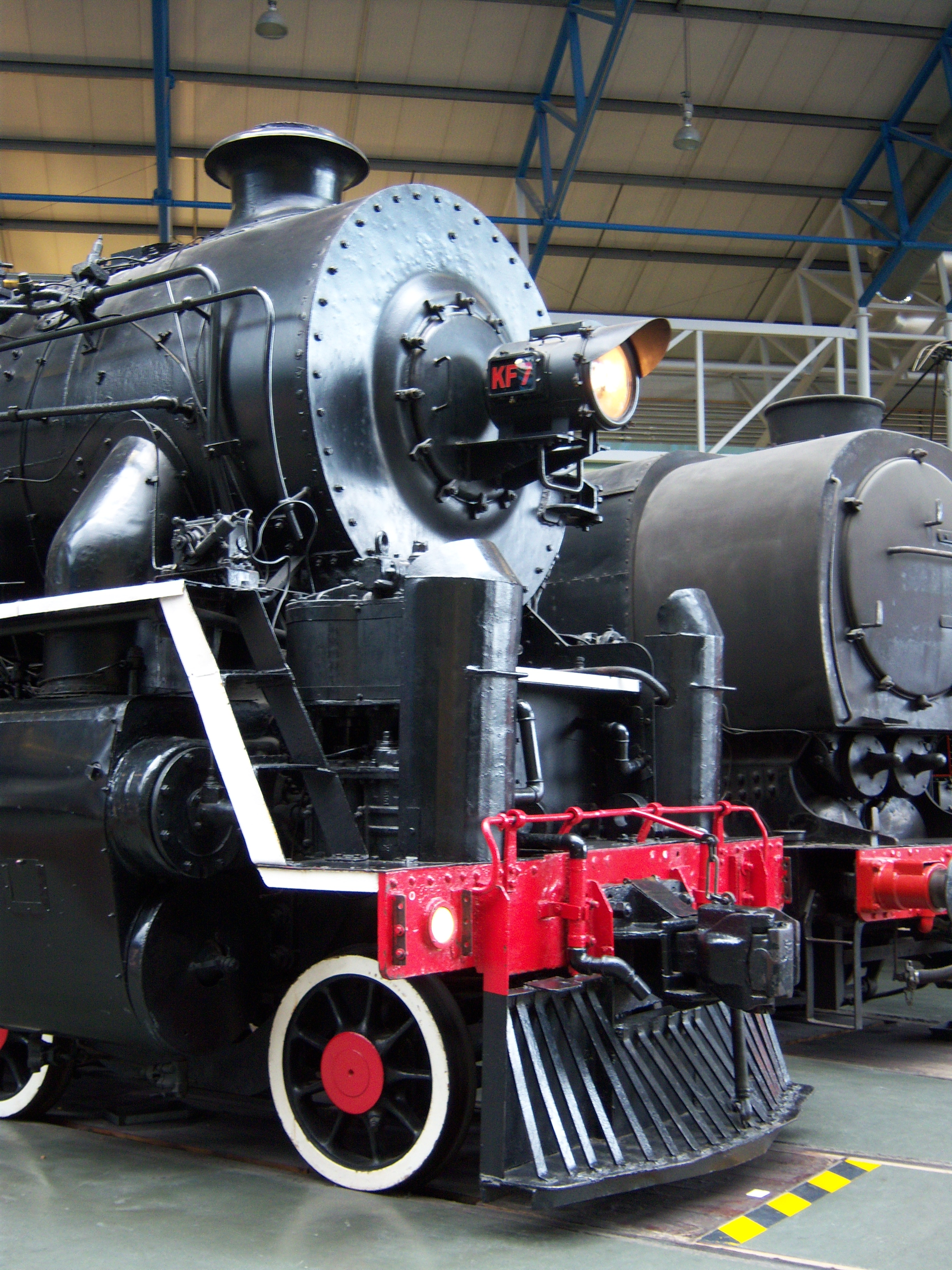
Ferrocarriles de China KF No. 607

Hay aproximadamente 280 trenes en la Colección Nacional, con alrededor de 100 de ellos depositados en York en cualquier momento y el resto dividido entre el Museo Locomotion de Shildon y otros museos y trenes históricos. Los más antiguos son vagonetas de alrededor de 1815. La exhibición permanente incluye "Palacios sobre ruedas", una colección de salones del Tren Real desde los primeros trenes de la reina Victoria hasta los utilizados por Isabel II hasta la década de 1970, entre los que figuran algunos de los primeros vehículos ferroviarios elegidos para ser preservados.
Otras exhibiciones clave que normalmente se pueden ver en York incluyen la locomotora Furness Railway No. 3 "Coppernob" de 1846 y la locomotora de vapor del Ferrocarril de Londres y del Noreste Clase A3 No. 4472 Flying Scotsman agregada a la colección en 2004,
su locomotora hermana con carenado aerodinámico Clase A4 No. 4468 Mallard y la locomotora Clase Princess Coronation No. 6229 Duchess of Hamilton del Ferrocarril de Londres, Midland y Escocés. La Flying Scotsman se encuentra entre las piezas que se destinan ocasionalmente a operar en la red de National Rail.
El museo ha importado varios vehículos importantes para la exhibición: la  locomotora china Clase KF7 4-8-4 construida en Gran Bretaña y recibida en 1981; y un coche cama de la Compagnie Internationale des Wagons-Lits donado en 1980, que se usó en el servicio Night Ferry París-Londres. La única excepción a la regla de las exhibiciones asociadas con Gran Bretaña es el vehículo japonés Shinkansen Serie 0, donado al museo por la West Japan Railway Company en 2001 y que ahora forma parte de una exhibición galardonada, siendo el único vehículo Shinkansen en exhibición fuera de Japón.
Los vehículos ferroviarios en exhibición se intercambian de vez en cuando con otras organizaciones, y ejemplos de material de nueva construcción de la industria actual a veces visitan el museo por períodos cortos de tiempo.

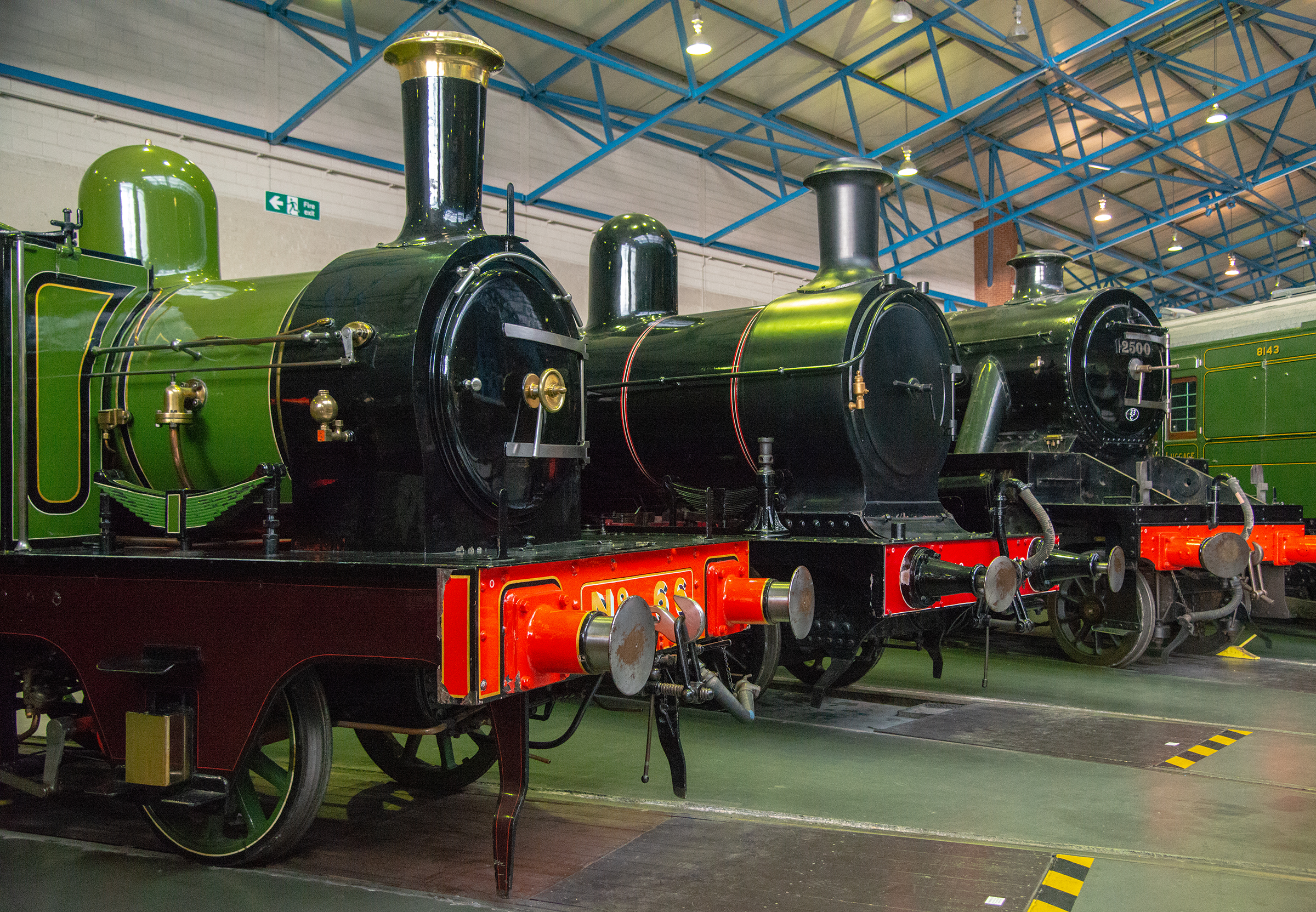
Algunas de las locomotoras expuestas en el Museo Nacional del Ferrocarril de York

Otras exhibiciones extensas son el puente de Gaunless del Ferrocarril de Stockton y Darlington y varios cabrestantes accionados por máquinas de vapor estacionarias que se usaban en los primeros tiempos del ferrocarril para remontar rampas pronunciadas.
Los muchos otros elementos bidimensionales y tridimensionales de la colección incluyen equipos de señalización, vehículos de carretera, maquetas de barcos, carteles, dibujos y otras obras de arte, tickets, placas de identificación, uniformes del personal, relojes, mobiliario y equipos de hotel, salas de refrigerios y oficinas de compañías ferroviarias (incluidos cuños de las empresas) y una amplia gama de modelos ferroviarios (algunos de la Escala 0 pueden verse en funcionamiento) que forman parte de la colección del museo (iniciada en 1982 ).

### Base bibliográfica y documental
El Museo Nacional del Ferrocarril tiene una gran biblioteca abierta y un archivo de material relacionado con el ferrocarril. Esto incluye una colección de importancia internacional de planos de ingeniería de locomotoras, material rodante y de obras ferroviarias, procedentes en muchos casos de empresas de fabricación independientes. Las copias de muchos de estos dibujos de ingeniería están a la venta para contribuir a financiar los proyectos de restauración y las locomotoras de nueva construcción promovidos por el movimiento ferroviario patrimonial. También se venden a modelistas que pueden usarlos para producir modelos a escala precisos. La biblioteca cuenta con más de 20.000 libros y 800 revistas, de las que alrededor de 300 siguen editándose. El archivo también contiene una gran colección de registros técnicos y de pruebas, así como horarios que incluyen una gran cantidad de guías Bradshaw. Los archivos también contienen alrededor de 1,75 millones de fotografías, que abarcan desde la primera era de la fotografía hasta la actualidad. El archivo fotográfico incluye colecciones oficiales de compañías ferroviarias y colecciones de entusiastas del ferrocarril como Eric Treacy y H. Gordon Tidey.
En 1999/2000, el Museo comenzó a recopilar grabaciones de ex empleados ferroviarios para un Archivo Nacional de Historia Oral Ferroviaria. También alberga el archivo de grabaciones de trenes de vapor de Peter Handford. En 2009 se adquirió La Colección Forsythe de artículos efímeros de viaje y transporte para los fondos del museo. Muchas de las obras de arte y carteles del museo también se pueden ver a través del motor de búsqueda, aunque ahora se muestran en una serie de exposiciones temporales en la nueva galería de arte del museo que abrió sus puertas en 2011.
La instalación del motor de búsqueda se puso en servicio a finales de 2007 y está abierto de 10:00 a 17:30 de miércoles a sábado. Cualquier persona puede ver las colecciones del archivo y la biblioteca sin cita previa, aunque el sitio web recomienda reservar los materiales del archivo con al menos 24 horas de anticipación. La mayoría de sus colecciones se han incluido en su sitio web Archivado el 27 de enero de 2013 en Wayback Machine. para que las personas vean qué materiales están disponibles antes de su visita. Para aquellas personas que no pueden visitar el museo, existe un servicio de investigación ofrecido por el museo llamado Inreach.

## Orígenes

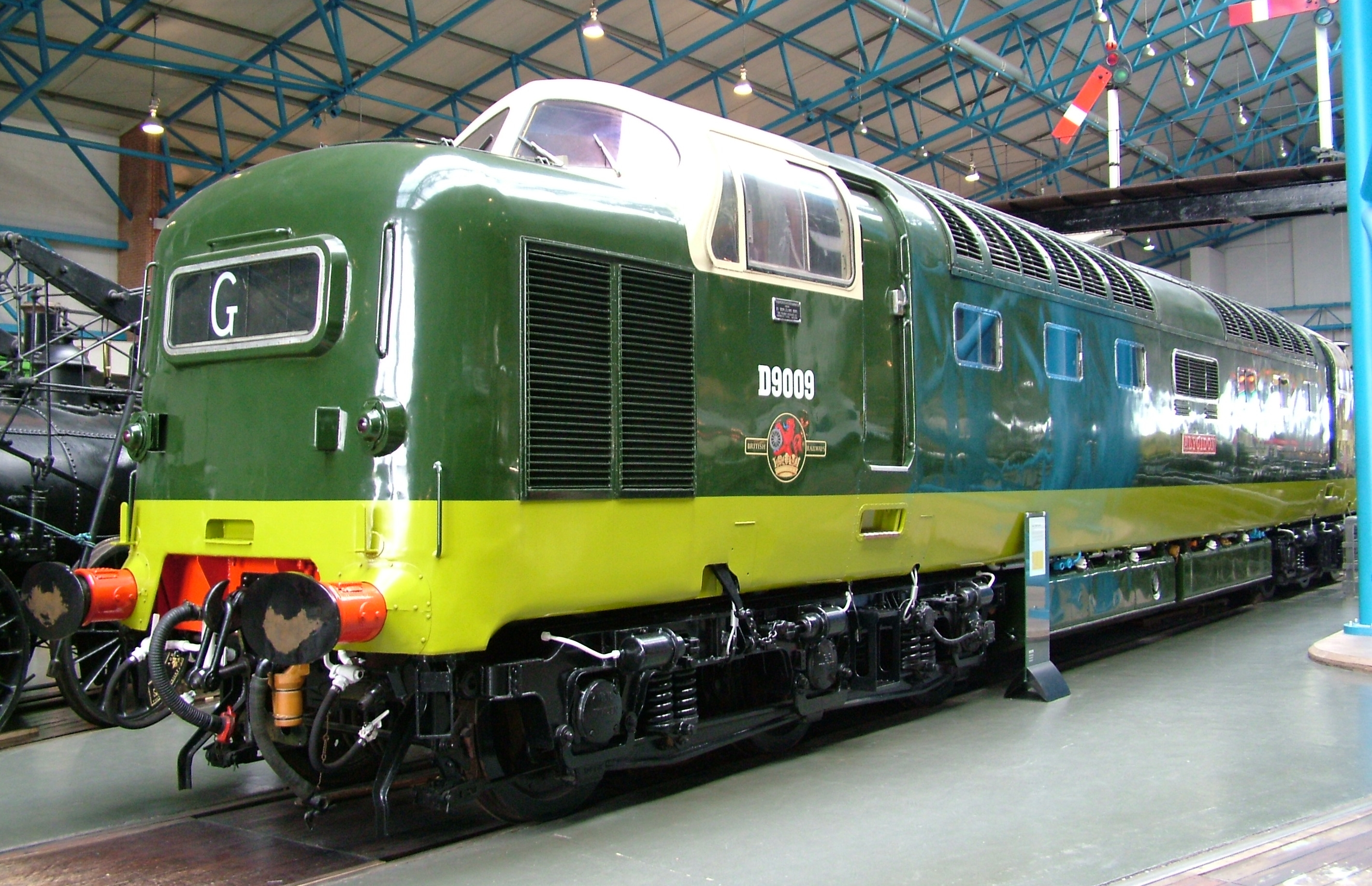
Locomotora British Rail Clase 55 D9009 Alycidon impulsada por un motor Napier Deltic

Aunque hubo algunos intentos por parte de aficionados al ferrocarril para establecer un museo ferroviario nacional desde finales del siglo XIX, la Colección Nacional es el resultado de la fusión de dos iniciativas oficiales. Una estuvo liderada por el sector de los Museos del Estado, con el objeto de resaltar una tecnología pionera desarrollada en Gran Bretaña, y la otra por la industria ferroviaria, en la que la aportación clave provino del Ferrocarril del Noreste como sucesor del histórico Ferrocarril de Stockton y Darlington.
Lo que se convirtió en la colección del Museo de Ciencias de Londres fue iniciada en la década de 1860 por la Oficina de Patentes, cuyo museo incluía reliquias tan tempranas como las locomotoras Puffing Billy (la más antigua del mundo), la Rocket de Stephenson y la Agenoria (locomotora hermana de Stourbridge Lion), que fue depositada en York en una fecha temprana.
La preservación del material sobrante por parte de las propias compañías ferroviarias fue una cuestión de azar. A veces, algunos ejemplares reseñables se almacenaban en talleres y oficinas de las empresas, pero algunas se desguazaban a medida que cambiaban las circunstancias. Algunas se colocaron como esculturas, generalmente en estaciones de tren, se exhibieron en vitrinas o se montaron en pedestales en lugares públicos. Las locomotoras "Coppernob" en Barrow-in-Furness, "Derwent" y "Locomotion" en Darlington y "Tiny" en Newton Abbot fueron ejemplos duraderos de esta forma de exhibición.
Los primeros museos ferroviarios se abrieron en Hamar (Noruega) en 1896 y en Núremberg (Alemania) en 1899. Estos ejemplos sirvieron de inspiración para hacer lo mismo en Gran Bretaña, tanto en la década de 1890 como nuevamente en 1908, pero esto quedó en nada en ese momento. De hecho, dos de las primeras locomotoras de vía ancha del Great Western Railway, la "North Star" y la "Lord of the Isles", que se habían preservado en los Talleres de Swindon, se desguazaron en 1906 por falta de espacio y varias otras valiosas máquinas antiguas se perdieron en los años siguientes.

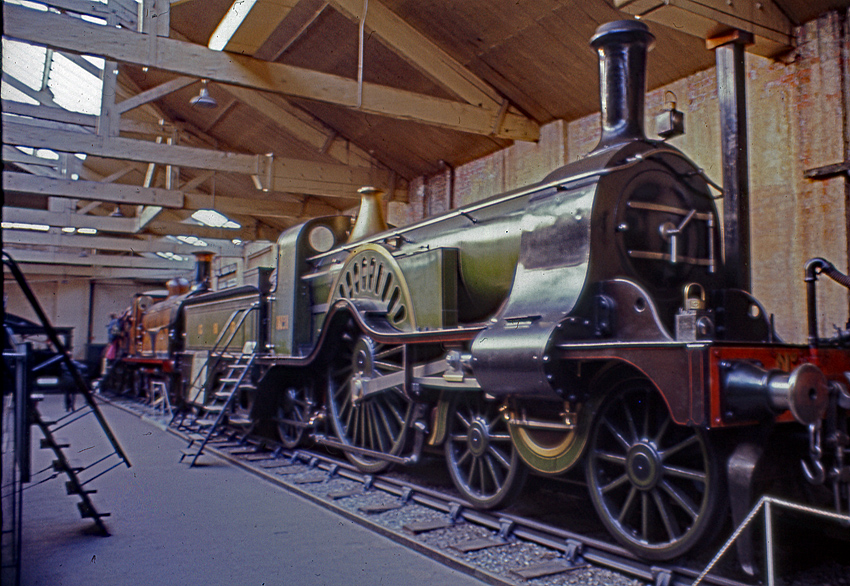
Máquina Stirling Single en el antiguo museo del LNER

Desde 1880, J. B. Harper del Ferrocarril de Londres y del Noreste había estado recolectando material, mucho del cual fue exhibido con motivo de la S. & D. R. del centenario en 1925 del Ferrocarril de Stockton y Darlington; y que luego formó la base de un museo inaugurado en York por el Ferrocarril de Londres y del Noreste en 1928 bajo la dirección del mantenedor E. M. Bywell.
Las exhibiciones más pequeñas se ubicaron en los edificios de la antigua estación y el material rodante y otras exhibiciones grandes se dispusieron en los viejos talleres de reparación y montaje de locomotoras del antiguo Ferrocarril de York y de Midland del Norte (demolidos después del cierre de este primer museo). Las locomotoras se exhibían de forma estática en tramos cortos de vía que actuaban como plintos, muy al estilo tradicional de los museos. Solo sería al formarse el Museo Nacional del Ferrocarril de York cuando Gran Bretaña adquirió unas instalaciones enlazadas a la red de ferrocarril, donde las grandes exhibiciones podían ir y venir con facilidad.
La colección estuvo dominada por artículos del Ferrocarril de Londres y del Noreste, junto con piezas procedentes del Great Northern Railway. Las otras tres compañías ferroviarias de las 'Big Four' mostraron poco interés en contribuir a la iniciativa de LNER, aunque finalmente una locomotora representante de cada una de ellas llegó hasta allí: la City of Truro del Great Western; la Columbine del Ferrocarril de Londres y del Noroeste; y la Clase B1 Gladstone del Ferrocarril de Londres, Brighton y de la Costa Sur.
El GWR reunió una valiosa colección de pequeños objetos, montados de forma privada en un largo corredor en la Estación de Paddington, y en 1925 construyó una réplica de la locomotora North Star. Conservó la City of Truro y la Tiny en 1931; y compró la Shannon para su conservación en 1946.
El LMS tenía su propia colección de objetos pequeños en la Estación de Euston. También comenzó a construir una colección de locomotoras históricas, que incluía la Caledonian 123, la Columbine, la Cornwall, la Hardwicke, la Highland 103, la Midland 118 y la Pet. Otras tres, reservadas para su conservación en los Talleres de Crewe, fueron desechadas en un cambio de política en 1932. El LMS reservó una locomotora más (la Midland 158A) antes la nacionalización de la compañía. También logró preservar una colección de salones reales históricos en Wolverton y construyó una réplica de la Rocket, con seis réplicas de carruajes, para el centenario del Ferrocarril de Liverpool y Mánchester en 1930, y una réplica de una oficina de correos itinerante del Ferrocarril Grand Junction.
El Ferrocarril del Sur heredó tres coches del Ferrocarril de Bodmin y Wadebridge, exhibidos durante mucho tiempo en York y en la Estación de Waterloo, pero por lo demás no tenía una política de preservación del equipo sobrante. La Ryde se conservó desde 1934 hasta que se desguazó en 1940; y la única otra locomotora conservada por el Ferrocarril del Sur fue la Boxhill en 1947 (la Gladstone fue preservada por la Stephenson Locomotive Society como una iniciativa privada y mucho más tarde, en 1959, sería donada a la Comisión de Transporte Británica).

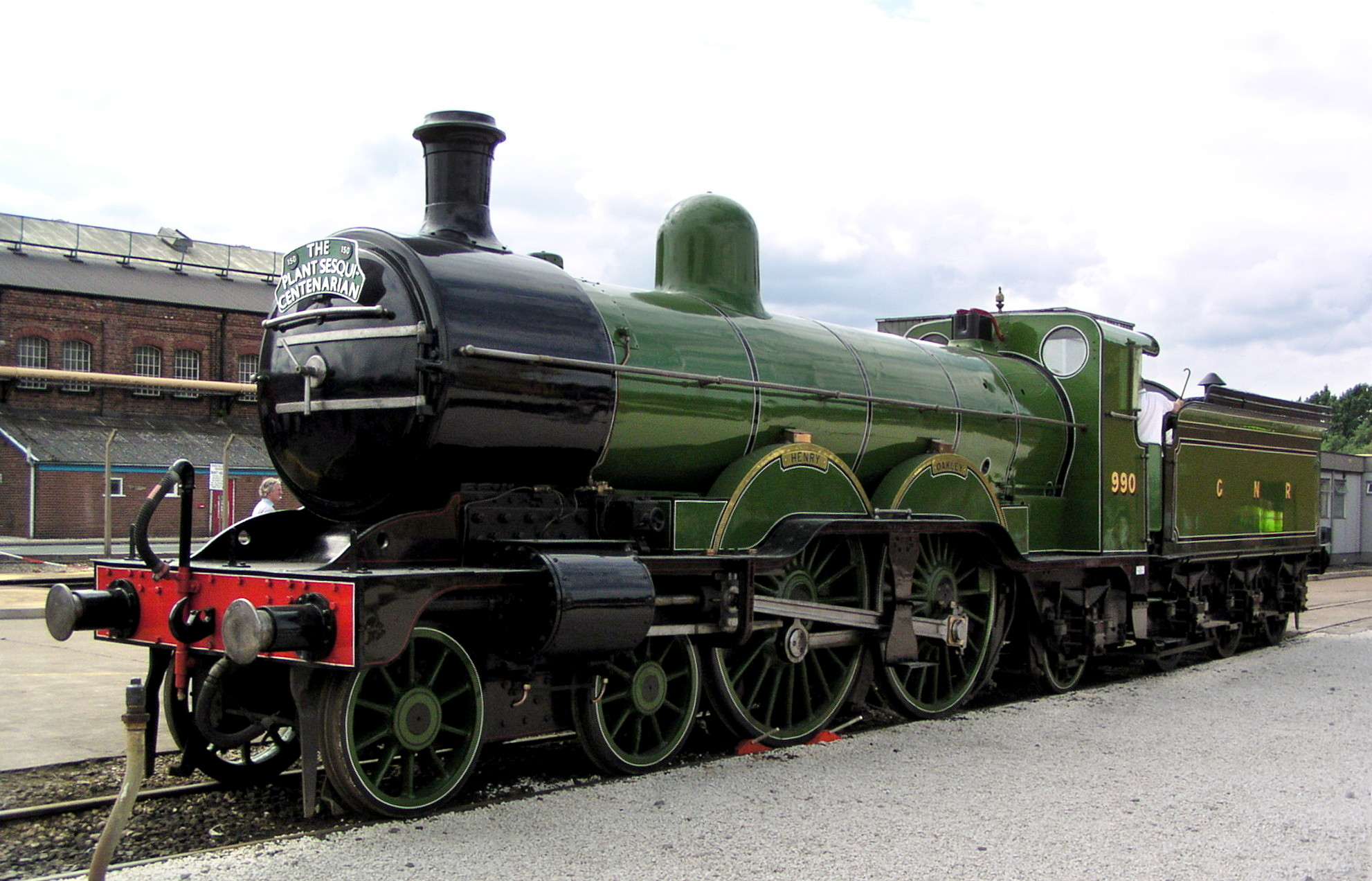
Locomotora Clase C1 990 Henry Oakley del Great Northern Railway, primera Atlantic de Gran Bretaña, en los Talleres de Doncaster

British Rail en 1948 planteó la posibilidad de adoptar un enfoque más consolidado, y la Comisión de Transporte Británica elaboró un informe al respecto en 1951. Entre otras cosas, recomendó que se nombrara un curador para las propiedades de la Comisión (John M. Scholes), la asimilación del Museo de York, la creación de otros museos regionales (no se llevó a cabo de la manera propuesta), una pequeña exhibición de máquinas antiguas en el antiguo Gran Salón de la Estación de Euston (habilitada de forma temporal) y un gran museo de colecciones en otros lugares de Londres. Para este último, se propuso inicialmente la estación original de Nine Elms, pero al final lo que se inauguró en 1961 fue el Museo del Transporte Británico en una antigua cochera de autobuses situada en Clapham. Se compiló una lista oficial de locomotoras para su conservación, muchas máquinas se almacenaron en cobertizos y talleres por todo el país, y otras se prestaron a museos locales. El Museo 'Steam' de Swindon todavía muestra una gran cantidad de artículos de la Colección Nacional, mientras que el Riverside Museum también estaba en deuda con él, aunque muchas de las piezas escocesas (incluyendo la locomotora NBR Clase K Glen 4-4-0 No. 256 Glen Douglas actualmente exhibida en el sucesor del Museo del Transporte de Glasgow, el Riverside Museum, junto con las locomotoras mencionadas anteriormente) ya no forman parte de la Colección Nacional.
El Plan Beeching recomendó que British Rail dejara de administrar museos, y el historiador del transporte L. T. C. Rolt y otros, como el también historiador Jack Simmons, dirigieron una campaña para crear un nuevo museo.
Se llegó a un acuerdo según los términos de la Ley de Transporte de 1968 para que British Railways proporcionara locales que pudieran ser ocupados por un Museo Nacional del Ferrocarril, que sería una sucursal del Museo Nacional de Ciencia e Industria, entonces el primer museo nacional inglés fuera de Londres, una medida que en ese momento fue criticada por los londinenses.
El edificio cedido fue la antigua rotonda de locomotoras situada en  York Norte (reconstruida en la década de 1950), junto a la línea principal de la costa este. El antiguo museo y el de Clapham (donde ahora se encuentra un supermercado Sainsbury's) se cerraron en 1973. Algunas piezas se mantuvieron en la capital y formaron la base del Museo del Transporte de Londres en el Covent Garden, y parte de las conservadas hasta entonces en York fueron reubicadas en el Centro y Museo del Ferrocarril de Darlington. Las colecciones de los museos anteriores en York y Clapham trasladadas al nuevo emplazamiento se complementaron con vehículos previamente almacenados y restaurados en Preston Park (Brighton), así como en otros lugares de Inglaterra. La configuración inicial del Museo de York quedó en gran parte en manos de su primer conservador, John Coiley, de su adjunto Peter Semmens, de John Van Riemsdijk del Museo de Ciencias y de David Jenkinson.

## Crecimiento entre 1975 y 2000

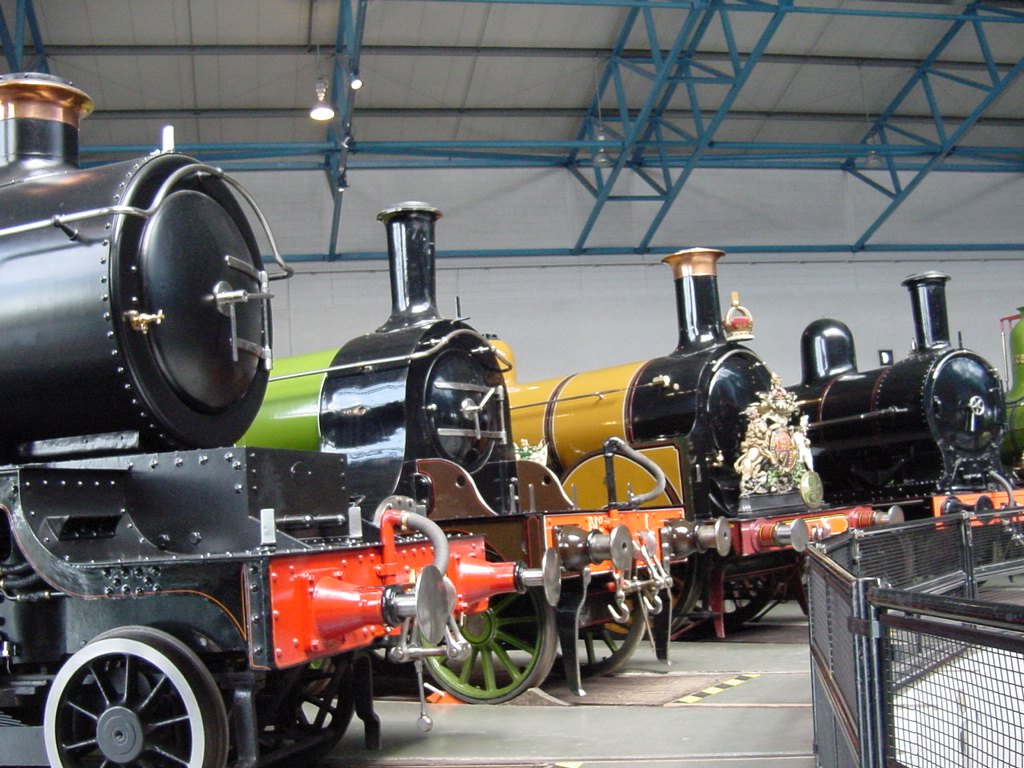
Locomotoras dispuestas alrededor de una mesa giratoria en el Gran Hall

El museo fue inaugurado por Felipe de Edimburgo en 1975. El acto coincidió con las celebraciones del 150 aniversario de la inauguración del Ferrocarril de Stockton y Darlington, para la que se organizaron varias exhibiciones. En comparación con las instalaciones precedentes, se amplió la zona cubierta para los coches de pasajeros y para las locomotoras que no eran de vapor; y además, se introdujo una nueva sección que se hizo muy popular, donde se mostraba la locomotora Merchant Navy Class No. 35029 Ellerman Lines seccionada, con el propósito de ilustrar el funcionamiento de una locomotora de vapor. El nuevo museo recibió más de un millón de visitantes en su primer año y fue recibido favorablemente por la crítica.
Hechos significativos de 1979 fueron la restauración de un coche restaurante con motivo del centenario de la introducción de este servicio y la apertura de una exposición con motivo del centenario de la tracción eléctrica, que puso el foco sobre las importantes colecciones del museo en este ámbito.
También en 1979, el museo encargó una réplica funcional de la locomotora The Rocket de Robert Stephenson con ocasión del 150 aniversario del Ferrocarril de Liverpool y Mánchester, que se celebraría al año siguiente. Desde entonces, esta máquina ha representado al museo en eventos por todo el mundo.
Otra réplica operativa que se agregó a la colección para el 150 aniversario del establecimiento del Great Western Railway en 1985 fue la de la locomotora de gran ancho (7 pies 1/4 plg (2140 mm)) Iron Duke.
En 1990, los libros de la serie del Tren Thomas de Wilbert Awdry pasaron a ocupar un lugar permanente en la colección de libros ferroviarios históricos del NRM, debido a su papel en el mantenimiento del interés de los niños por los ferrocarriles. En 1991, Christopher Awdry incluyó este evento en el libro Thomas and the Great Railway Show, donde Thomas (el más icónico de los personajes de Awdry) fue nombrado miembro honorario de la colección NRM por Sir Topham Hatt y el director del NRM.
El preocupante estado de la estructura del techo de hormigón del edificio principal provocó cambios importantes en el museo en 1990. Para mantener su presencia en York, el antiguo depósito de mercancías situado al otro lado de Leeman Road, que ya se utilizaba como tienda del museo (el Peter Allen Building), se configuró para exhibir trenes como si estuvieran en una estación de pasajeros, y junto con el contenido del haz de vías sur adyacente, se comercializó como The Great Railway Show. Una selección adicional de exhibiciones formó el Museo Nacional del Ferrocarril en Gira, que se exhibió durante una temporada en los antiguos Talleres de Swindon.
Mientras tanto, el edificio principal fue completamente retechado y reconstruido, conservando solo una de las dos plataformas giratorias originales de 1954.

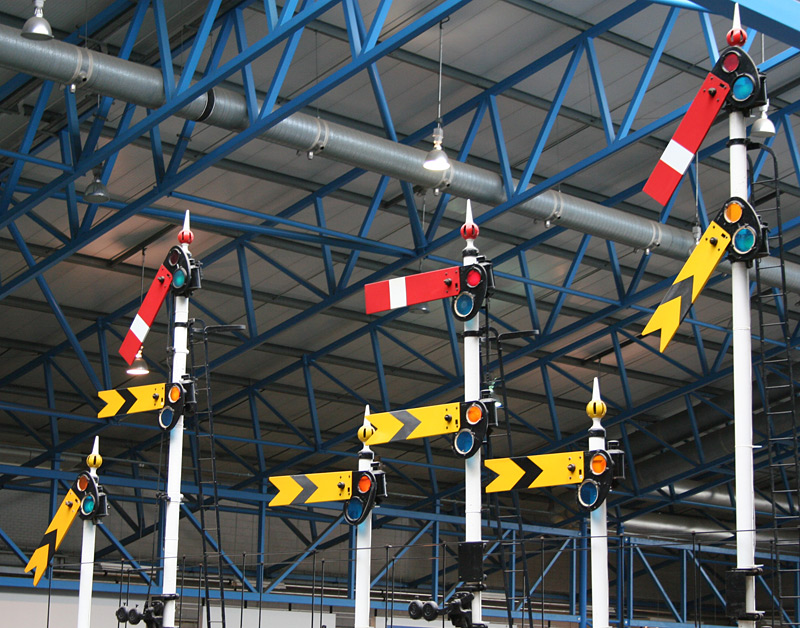
Semáforos ferroviarios en el Gran Hall

El museo fue reinaugurado el 16 de abril de 1992 como el Gran Salón por el duque de Kent, con capacidad mejorada para exhibir grandes piezas, como dispositivos de señalización ferroviaria, una pasarela procedente de la Estación de Perci y un segmento de la estructura del Eurotúnel. La exhibición del antiguo cobertizo de mercancías se mantuvo como el Hall de la Estación.
En 1995, el museo se asoció con la Universidad de York para crear una base de investigación académica, el Instituto de Estudios Ferroviarios (e Historia del Transporte). Desde entonces, también se ha asociado con York College para crear la Yorkshire Rail Academy con el fin de proporcionar formación sobre habilidades vocacionales relacionadas con el ferrocarril. El museo también ha impartido curso de ingeniería y participa en asociaciones destinadas a brindar capacitación en oficios relacionados con la conservación de los ferrocarriles patrimoniales.
En 1996 se creó el Jardín del Museo, incorporando un tren miniatura con un ancho de vía de 7 1/4 plg (184 mm). También se añadió un parque infantil.
La continua preocupación por el estado de los edificios restantes de la década de 1950 llevó a su reemplazo por The Works en 1999. Esto permitió disponer de nuevas áreas funcionales: el Taller, para el mantenimiento del material rodante; la Galería Taller, desde la que el público puede contemplar los trabajos en curso; una Galería ferroviaria en funcionamiento, que brinda una idea de su actividad actual, incluido un balcón con vista a la Estación de York que alberga un conjunto de monitores que muestran imágenes en vivo de las pantallas del centro de mando; y el Almacén, que brinda un innovador espacio abierto que ha demostrado ser popular entre el público y los profesionales del museo.

## Desarrollos en elsigloXXI

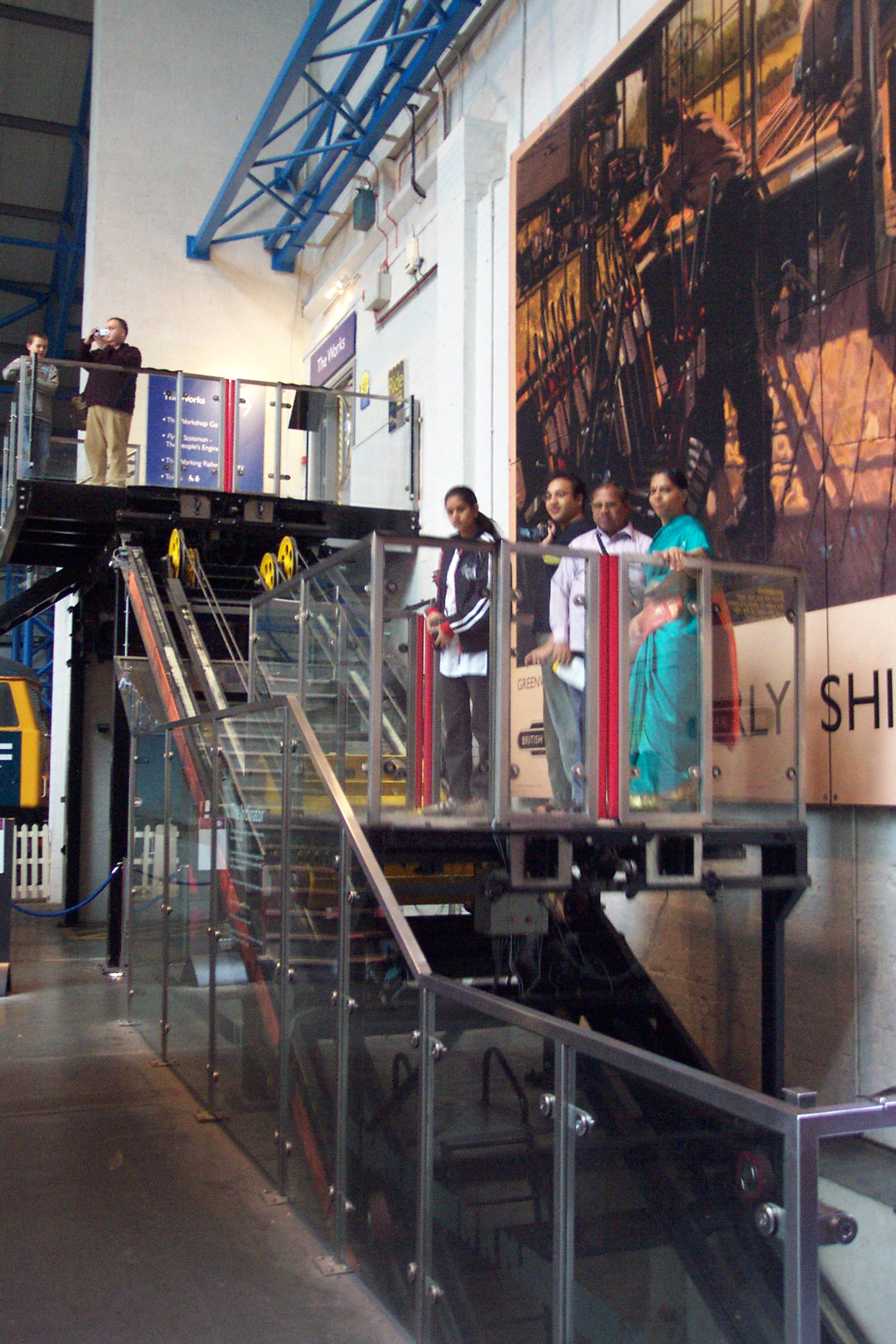
Salvaescaleras original, entre las dos plantas

Para proporcionar un acceso sin escalones desde la sala principal a la Galería del Taller, se construyó el salvaescaleras del museo. Además de su función principal, también sirvió para demostrar el funcionamiento de un funicular. Con ese fin, su mecanismo se dispuso al estilo del de un funicular al aire libre más grande, en lugar de estar oculto en la estructura del edificio, como es más habitual en los ascensores intramuros. El elevador dejó de funcionar por falta de repuestos, y sin planes de reparación viables, fue retirado en agosto de 2013.
El año 2004 vio nuevos desarrollos importantes en el museo. Se celebraron varios aniversarios ferroviarios, para lo que se organizó una gran Railfest.
Otra conmemoración tuvo lugar del 25 al 30 de mayo de 2008, centrado en el ferrocarril de los años sesenta. Se inauguró en Shildon el museo Locomotion, para el que el Condado de Durham aportó instalaciones para poder alojar a cubierto más vehículos ferroviarios (en particular, los vagones de carga) de la colección del museo. Además, el museo desplegó una importante campaña de promoción, apoyada por el National Heritage Memorial Fund, para poder comprar la locomotora Flying Scotsman, que llegó al Museo como el punto culminante del Railfest.
A finales de 2007 se inauguró la primera etapa de un nuevo centro de fácil acceso a la Biblioteca y Archivos del museo, denominado "Buscador".
Del 18 de julio al 23 de agosto de 2008, una nueva actividad muy popular fue la puesta en escena en el Museo de la obra Los chicos del ferrocarril de Edith Nesbit, interpretada por la compañía del York Theatre Royal y reconocida con cinco estrellas por el diario The Guardian. Tras este éxito, se repitió en 2009, del 23 de julio al 3 de septiembre, y el museo facilitó locomotoras para sucesivas representaciones en la Estación Internacional de Waterloo y en Toronto.
Se hicieron planes importantes bajo el nombre "NRM+" para renovar la exhibición del Gran Salón, para lo cual se anunció una contribución del Heritage Lottery Fund preliminar en 2009, y la búsqueda de socios potenciales para un nuevo proyecto de viviendas.
Hay otras asociaciones para el desarrollo del patrimonio del museo y el terreno que lo rodea (en gran parte propiedad de Network Rail) como "York Central", pero la mala situación económica durante 2009 dejó en suspenso estos planes, aunque un proyecto similar de York Central fue lanzado por el ayuntamiento a principios de 2016. El proyecto NRM+ se canceló en abril de 2011 debido a la falta de éxito en la obtener la financiación necesaria. Finalmente, se acometieron importantes obras de remodelación en el Station Hall en 2011.
En 2012, el NRM decidió solicitar temporalmente dos locomotoras de vapor LNER Clase A4, la 60008 Dwight D Eisenhower y la 60010 Dominion of Canada de sus respectivos hogares norteamericanos en el National Railroad Museum de Green Bay y en el Exporail de Montreal, como parte del evento 'Mallard 75' en 2013. Las dos locomotoras estarían en préstamo por hasta dos años, tiempo durante el cual se restaurarían cosméticamente, pintándose la 60008 en el verde Brunswick habitual de British Railways (como estaba pintada en 1963 al retirarse); y la 60010 como la LNER 4489 se pintó en Garter Blue con su campana original canadiense del Pacific Railway (como apareció en 1939).
El mismo año, el NRM creó una aplicación para iPhone en asociación con East Coast que permitía a las personas que viajaban entre Londres y Edimburgo en Línea Principal de la Costa a través de York ver objetos de la colección en relación con ubicaciones en la ruta. Sin embargo, la aplicación se eliminó poco después del App Store, y la página se eliminó del sitio web oficial de NRM.
El 8 de diciembre de 2012 se anunció que se construiría un anexo al Museo Nacional del Ferrocarril cerca de la estación de Leicester Norte en Gran Ferrocarril Central.

### Crisis financiera
En junio de 2013, "York Press" informó que el NRM se enfrentaba a una crisis de financiación debido a un posible recorte anual del 10% en la financiación del Science Museum Group, un recorte estimado en términos reales del 25% tras los despidos y la cancelación de proyectos. El museo estaba considerando reducir sus funciones, reintroducir el pago por la visita, o enfrentarse a un cierre total. Sin embargo, tras una campaña de los residentes locales, el canciller George Osborne anunció un recorte del 5% en el presupuesto del museo. Esto llevó al director del Grupo del Museo de Ciencias, Ian Blatchford, a anunciar dos semanas después que el museo se había salvado. Agregó que si se hubiera realizado el recorte del 10% inicialmente previsto, el Grupo habría optado por cerrar el National Science and Media Museum en Bradford.

## Políticas

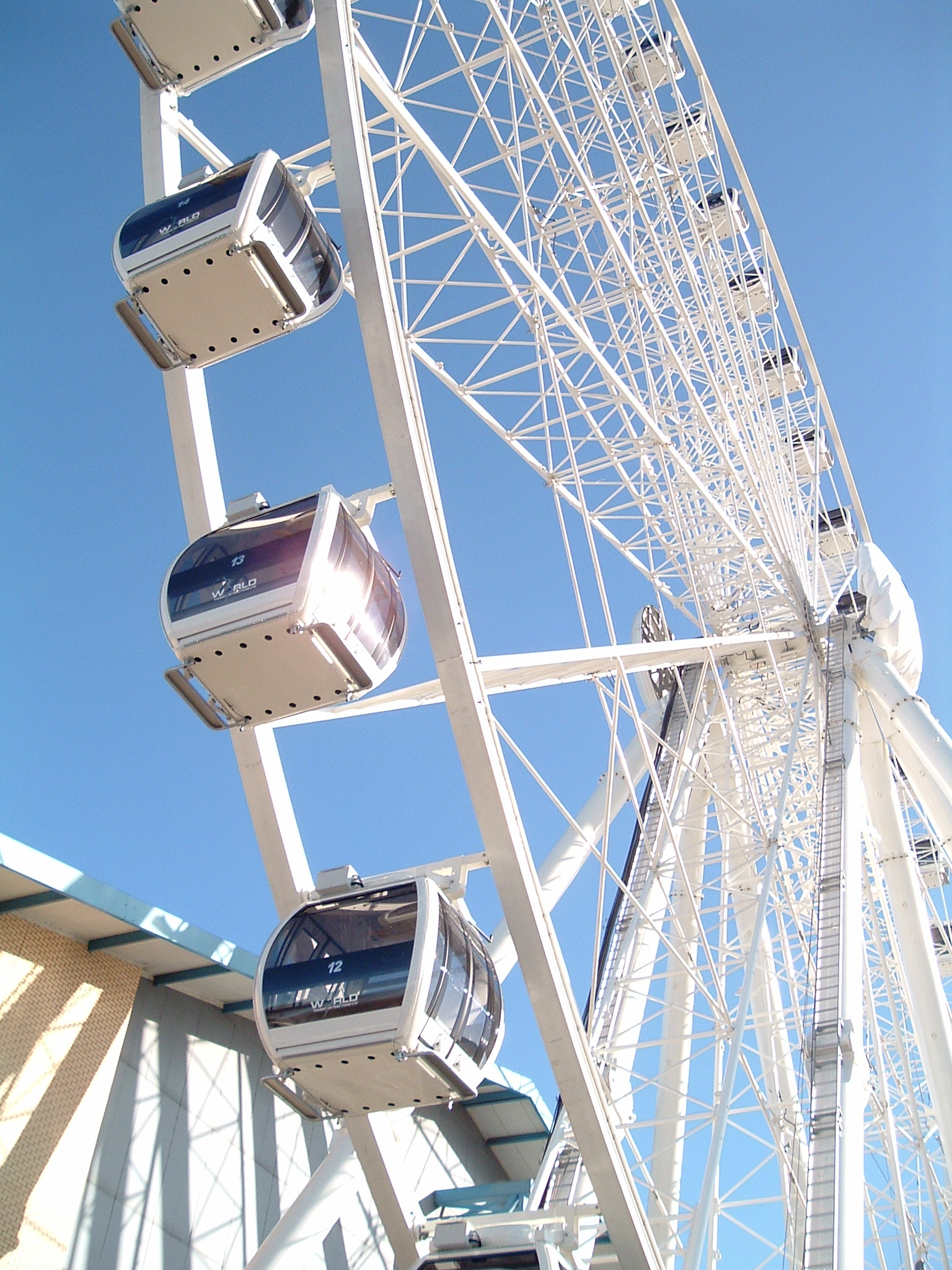
La Noria de Yorkshire, ubicada de 2006 a 2008 en el NRM, fue una de las iniciativas de recaudación de fondos del museo

Las críticas al museo que se han planteado incluyen afirmaciones de que no ha prestado suficiente atención a la tracción moderna; que estaba descuidando la erudición a favor de la comercialidad; o que sus colecciones fotográficas constituyen un "agujero negro". La respuesta del museo es que estas críticas no siempre tienen en cuenta las limitaciones financieras con las que opera la institución: su subvención de ayuda del Departamento de Cultura, Medios de Comunicación y Deporte asciende a 6,50 libras esterlinas por visitante, lo que genera menos ingresos generales que los museos comparables de Londres. Para parte de su financiación, el museo depende de eventos lucrativos como la Noria de Yorkshire, que operó en el museo de 2006 a 2008 y las visitas de Thomas the Tank Engine. El museo también ha sufrido algunos robos de objetos.
La institución puede recibir material de la industria ferroviaria por parte del Railway Heritage Committee. Debido a la diversidad de material que potencialmente cae dentro de la política de colección del museo y los problemas de cuidarlo, tomas decisiones sobre la adquisición de nuevos elementos para la colección puede ser difícil. Durante mucho tiempo, el museo ha tratado el material rodante como si todavía estuviera en servicio ferroviario y fuera capaz de someterse a repetidas reparaciones y restauraciones. Desde que se agregaron al museo, muchas de sus locomotoras han operado en la línea principal, en trenes históricos o en el propio museo. Más recientemente, ha habido movimientos hacia formas de conservación menos intervencionistas que en algunos casos han llevado a que algunas exhibiciones dejen de estar operativas.
La gestión del Museo de la revisión prolongada de la locomotora LNER Clase A3 4472 Flying Scotsman fue fuertemente criticada en un informe encargado internamente en 2012.
Desde 1977, los Amigos del Museo Nacional del Ferrocarril existen como grupo para brindar apoyo financiero y de otras clases al museo, como financiar la restauración original a vapor de la locomotora Dchess of Hamilton.
El "Gran espectáculo ferroviario" de 1990 ganó el premio al Museo del Año, y en 2001 ganó el Premio al Museo Europeo del Año. También ganó los premios White Rose de la Junta de Turismo de Yorkshire y, en reconocimiento a varios desarrollos importantes en 2004, recibió el premio Peter Manisty de  la Heritage Railway Association.

## Presencia en línea
El sitio web del Museo Nacional del Ferrocarril ofrece a los visitantes la posibilidad de planificar su visita al con antelación. El museo también tiene como política mejorar el acceso a sus colecciones a través de su sitio web, donde ha subido algunas de las grabaciones del Archivo Nacional de Historia Ferroviaria. El motor de búsqueda del servicio de archivos y bibliotecas del museo hace que su colección sea cada vez más accesible en línea al proporcionar catálogos y listas para que los investigadores busquen antes de realizar sus visitas, y se han agregado copias de baja resolución de sus planos en línea. La colección de la biblioteca se puede buscar a través del catálogo de la biblioteca de la Universidad de York. También se ha incorporado a la web toda la lista del material rodante del museo y una gran cantidad de material adicional.
El Museo Nacional del Ferrocarril también tiene presencia en varios otros sitios web. Se pueden solicitar copias de muchos de sus carteles, fotografías y obras de arte a través de la Biblioteca de Imágenes de Ciencia y Sociedad. El Museo Nacional del Ferrocarril tiene presencia en los foros de National Preservation. Los miembros y los lectores pueden hablar y comentar directamente con los miembros del personal. Los comentarios y críticas constructivas se consideran una valiosa fuente de información para el museo. Los miembros del personal generalmente pueden responder preguntas cuando no están ocupados y son parte del grupo del Museo Nacional del Ferrocarril. El propio personal del Museo Nacional del Ferrocarril también publica un blog a través de WordPress.com, donde figuran historias sobre eventos del día a día en el museo, como el trabajo de conservación o la preparación para eventos importantes.

## Locomotoras
Estas son algunas de las locomotoras del Museo (enumeradas por estado operativo y luego por la fecha en que se introdujo su diseño):
Locomotoras de vapor operativas
- SR Clase Schools 4-4-0 No. 925 Cheltenham. Actualmente trabajando en el Ferrocarril de Mid Hants. La certificación de la caldera caducaba en 2022.

Locomotoras de vapor en revisión/almacenadas
- SR Clase Lord Nelson 4-6-0 No. 850 Lord Nelson. Actualmente trabajando en el Ferrocarril de Mid Hants. La certificación de la caldera expiraba en 2016.
- SR Clase N15 4-6-0 No. 30777 Sir Lamiel. Actualmente en revisión en el Gran Ferrocarril Central. Retirada del servicio en 2017, después de que expiró la certificación de la caldera y se sometió a una revisión estándar para la línea principal.
- LNER Clase A3 4-6-2 60103 Flying Scotsman. La revisión comenzó en 2006 por el NRM. Después de una revisión externa, Riley and Son se hizo cargo de la restauración, que se completó en 2016. Retirada del tráfico a principios de 2022 para la revisión estándar de la línea principal con planes de volver a funcionar en 2023 para su centenario.[112][113]
- Gran Ferrocarril Central Clase O4 2-8-0 No. 63601. Actualmente en el Gran Ferrocarril Central. Retirado en 2012 para revisión.
- British Railways Clase Standard 7 Britannia 4-6-2 No. 70013 Oliver Cromwell. Reacondicionada en el Gran Ferrocarril Central (Loughborough) entre 2004 y 2008. El certificado de la caldera expiraba en diciembre de 2018. Actualmente se encuentra en Loughborough en proceso de revisión estándar para la línea principal.[114]

Locomotoras de vapor en exhibición estática
- La Rocket de Stephenson (0-2-2). También hay dos réplicas en la colección de York, una construida para funcionar (reconstruida en 2019) y otra seccionada. La original estuvo en el organismo matriz, el Museo de Ciencias de Londres, hasta 2018.
- NER No. 66 Aerolite. En exhibición estática en York desde 1934.
- GWR Clase 4000 4-6-0 No. 4003 Lode Star. Regresó al NRM en noviembre de 2015 desde el Museo del Great Western Railway de Swindon como parte de un intercambio de locomotoras en preparación para el 175 aniversario de Swindon en 2016.[115]
- LMS Clase Stanier 5 4-6-0 No. 5000. En exhibición estática.
- LNWR Clase G (Super D) 0-8-0 No. 49395. Actualmente en el Museo Locomotion de Shildon, en exhibición estática.
- LNER Clase A4 4-6-2 No. 4468 Mallard. Restaurada a vapor en 1986; pero después en exhibición estática. Es poco probable que vuelva a funcionar, debido a la popularidad de la exhibición y al hecho de que todas las demás A4 en el Reino Unido se han restaurado para que funcionen.
- SR Clase Q1 0-6-0 No. C1. En exhibición estática. Sin embargo, es posible que regrese al Ferrocarril Bluebell, donde estuvo basada durante muchos años, para volver a entrar en servicio.
- BR Clase Standard 9F 2-10-0 No. 92220 Evening Star, la última locomotora de vapor construida para British Railways. En exhibición estática, y no se espera que vuelva a funcionar debido a que la clase no puede circular por la red nacional. Regresó a York en 2010 después de un préstamo de dos años al Museo del Great Western Railway de Swindon.
- LMS Clase Princess Coronation 4-6-2 No. 6229 Duchess of Hamilton. Regresó al NRM en 2009 después de ser remodelada. Se mostró por primera vez en una exhibición titulada "Simplemente: diseñando una era".

Locomotoras de vapor ubicadas lejos de York
- GWR Clase 3700 4-4-0 No. 3440 City of Truro. Prestada al Museo del Ferrocarril del Great Western Railway en noviembre de 2015 como parte de un intercambio de locomotoras en preparación para del 175 aniversario de Swindon en 2016.[115]
- GWR Clase 6000 4-6-0 No. 6000 King George V. Prestada al Museo del Ferrocarril Great Western en noviembre de 2015 como parte de un intercambio de locomotoras con ocasión del 175 aniversario de Swindon en 2016.[115]
- LNER Clase V2 2-6-2 No. 4771 Green Arrow. Después de muchos años de ser una máquina operativa, su certificado de caldera expiraba en la primavera de 2008, pero antes sufrió una grave avería en el Ferrocarril de North Yorkshire Moors. Necesita reparaciones extensas en su bloque de tres cilindros de una pieza, y se está considerando una posible revisión futura.[114] Actualmente en el Doncaster Museum and Art Gallery.